# Natals svartsnok
Natals svartsnok (Macrelaps microlepidotus) hör till släktet Macrelaps, ett monotypiskt släkte inom familjen stilettormar. Natals svartsnok är därmed den enda arten i släktet. Den indelas inte i några underarter.

## Kännetcken
Två bett har blivit rapporterade, personerna som blivit bitna har blivit helt medvetslösa och kollapsat i upp till 30 minuter. 
Forskare har också rapporterat att reaktionen efter denna orms bett är allvarlig och att fallen som de haft hade kunnat få dödlig utgång om personerna inte hade fått läkarvård. Men man vet lite om risken från denna ovanliga orm. Giftet är förmodligen sarafotoxin.
Ormens längd är 60-90 centimeter. Den har en kraftig kropp som är cylindrisk formad, litet huvud, små ögon med runda pupiller och kort svans. Ormen är helt svart, lätt att förväxla med purpurglansorm men saknar den violetta glansen och har hela analplåtar vilket purpurglansormen inte har. Övre käkbenet är kort med 4 tänder och 2 väldigt stora huggtänder under ögat.

## Utbredning
Sydafrika, Natal och Kapprovinsen.

## Levnadssätt
Ormen lever i skogar längs kusten. Födan består av groddjur, skinkar, andra ormar och små däggdjur. Ormen är ovipar och honan får 3-10 ägg som läggs i december till januari och kläcks i mars. Den är en grävande ormart, som gräver ner sig i lös jord, bland löv och ruttnande grenar. Den syns oftast på markytan under varma och fuktiga nätter. Denna ormart är också en utmärkt simmare. 

### Tryckt litteratur
- Jürg Meier, Julian White. Handbook of clinical toxicology of animal venoms and poisons, 1995, s. 640.
- Mark O'Shea. Venomous Snakes of the World, 2008, s. 88.
- Harry W. Greene, Michael Fogden. Snakes: The Evolution of Mystery in Nature, 2000, s. 209.
- Vincent Carruthers. The Wildlife of Southern Africa, 2005, s. 96.
- Bill Branch, William R. Branch. Field guide to snakes and other reptiles of southern Africa, 1998, s. 65.